# Linia kolejowa Stryj – Sambor
Linia kolejowa Stryj – Sambor – linia kolejowa na Ukrainie łącząca stację Sambor ze stacją Stryj. Znajduje się w obwodzie lwowskim. Zarządzana jest przez Kolej Lwowską (oddział ukraińskich kolei państwowych).
Linia na całej długości jest jednotorowa i zelektryfikowana.

## Historia
Linię otwarto 31 grudnia 1872. Stanowi ona fragment dawnej Kolei Dniestrzańskiej (będącej częścią Galicyjskiej Kolei Transwersalnej). Początkowo leżała w Austro-Węgrzech, w latach 1918 - 1945 w Polsce, następnie w Związku Sowieckim (1945 - 1991) i od 1991 na Ukrainie.